# 波特昂瓦尔代讷
波特昂瓦尔代讷（法語：Portes-en-Valdaine，法語發音：[pɔʁt ɑ̃ valdɛn]）是法国德龙省的一个市镇，位于该省南部偏西，属于尼永斯区。

## 地理
波特昂瓦尔代讷（44°31'46"N, 4°54'42"E）面积15.04 平方千米，位于法国奥弗涅-罗讷-阿尔卑斯大区德龙省，该省份为法国东南部内陆省份，北起顺时针与伊泽尔省、上阿尔卑斯省、上普罗旺斯阿尔卑斯省、沃克吕兹省和阿尔代什省接壤。
与波特昂瓦尔代讷接壤的市镇（或旧市镇、城区）包括：阿莱拉克、拉巴蒂罗朗、拉贝居德德马藏克、蒙茹瓦耶、拉图什。
波特昂瓦尔代讷的时区为UTC+01:00、UTC+02:00（夏令时）。

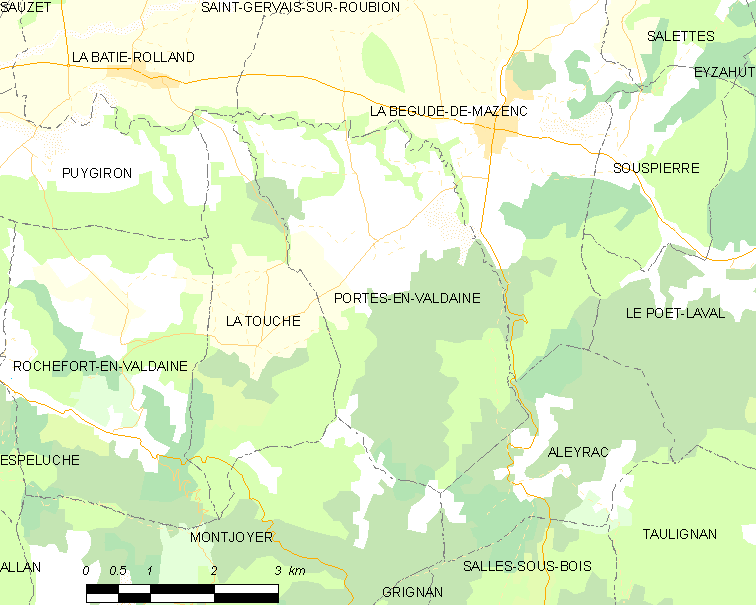
波特昂瓦尔代讷的OSM定位图

## 行政
波特昂瓦尔代讷的邮政编码为26160，INSEE市镇编码为26251。

## 政治
波特昂瓦尔代讷所属的省级选区为迪约勒菲县。

## 人口

1962-2008年间波特昂瓦尔代讷人口变化图示

波特昂瓦尔代讷于2022年1月1日时的人口数量为455人。